# Sucre candi
El sucre candi és un sucre purificat en cristalls grossos i durs que poden ser de color blanc opac, si s'obté a partir del sucre blanc refinat, o de color ambre, si s'obté a partir del sucre morè.
El poder edulcorant del sucre candi és d'1 (el mateix que el sucre comú).
Químicament, és una remolatxa de sucre, sense refinar, que es dona a causa de la reacció i caramel·lització de Maillard.
La seva etimologia deriva de l'anglès sugar candy de finals del segle xiii (en referència a "sucre cristal·litzat"), del francès antic çucre candi i, finalment, de l'àrab qandi, del persa qand (sucre de canya) i probablement del sànscrit khanda (tros de sucre). El sentit es va anar ampliant gradualment (sobretot als EUA) a finals del segle xix per significar "qualsevol dolç que tingués el sucre com a base". Apareix citat en l'inventari de l'apotecari mallorquí Guillem Ros, del 1348.

## Característiques del sucre candi
- Textura: sòlid granulat
- Sabor: dolç
- Color: blanc transparent o marró
- Temporada: tot l'any

## Obtenció del sucre candi
S'obté a partir d'un procés de cristal·lització molt lent i llarg. El color del sucre varia des del blanc transparent fins al color groc fosc, a causa de la incorporació de melassa o substàncies colorants.
El pas previ el de la cristal·lització, és la trituració dels blocs de sucre, els quals un cop triturats, es tamisen, d'aquesta forma s'obtenen trossos d'un diàmetre.
Una altra forma d'obtenció, és per extrusió, que s'empeny i s'extreu el sucre a través d'un encuny d'una secció transversal desitjada.

## Usos
Es consumeix en infusions, cafès i tes, ja que aquest sucre, ressalta el sabor de la beguda. També s'empra per a l'elaboració de cerveses amb un elevat grau d'alcohol, en tant que n'afavoreix la carbonatació, així com en la fabricació de vi. Igualment, s'usa en reposteria per decorar pastissos, dolços i galetes. No es fa servir per elaborar masses de pastisseria, ja que el seu punt de fusió és molt alt.